# Ammopelmatus kelsoensis
Ammopelmatus kelsoensis is een rechtvleugelig insect uit de familie Stenopelmatidae. De wetenschappelijke naam van deze soort is voor het eerst geldig gepubliceerd in 1965 door Tinkham.
1. ↑  (en) Ammopelmatus kelsoensis op de IUCN Red List of Threatened Species.